# Endo-1,3(4)-b-glukanaza
Endo-1,3(4)-b-glukanaza (EC 3.2.1.6, endo-1,3-beta-D-glukanaza, laminaranaza, beta-1,3-glukanaza, beta-1,3-1,4-glukanaza, endo-1,3-beta-glukanaza, endo-beta-1,3(4)-glukanaza, endo-beta-1,3-1,4-glukanaza, endo-beta-(1->3)--glukanaza, endo-1,3-1,4-beta-D-glukanaza, endo-beta-(1-3)-D-glukanaza, endo-beta-1,3-glukanaza IV, endo-1,3-beta--glukanaza, 1,3-(1,3, 1,4)-beta--glukan 3(4)-glukanohidrolaza) je enzim sa sistematskim imenom 3(or 4)-beta--glukan 3(4)-glukanohidrolaza. Ovaj enzim katalizuje sledeću hemijsku reakciju
Endohidroliza (1->3)- ili (1->4)-veza u beta-D-glukanima, gde je glukozni ostatak hidrolizovane veze supstituisan na C-3
Supstrati su laminarin, lihenin i D-glukani iz žitarica.

## Literatura
- Nicholas C. Price; Lewis Stevens (1999). Fundamentals of Enzymology: The Cell and Molecular Biology of Catalytic Proteins (Third изд.). USA: Oxford University Press. ISBN 019850229X.
- Eric J. Toone (2006). Advances in Enzymology and Related Areas of Molecular Biology, Protein Evolution (Volume 75 изд.). Wiley-Interscience. ISBN 0471205036.
- Branden C; Tooze J. Introduction to Protein Structure. New York, NY: Garland Publishing. ISBN 0-8153-2305-0.
- Irwin H. Segel. Enzyme Kinetics: Behavior and Analysis of Rapid Equilibrium and Steady-State Enzyme Systems (Book 44 изд.). Wiley Classics Library. ISBN 0471303097.
- William P. Jencks (1987). Catalysis in Chemistry and Enzymology. Dover Publications. ISBN 0486654605.

## Spoljašnje veze
- Endo-1,3(4)-beta-glucanase на 